# 千代の光酒造
千代の光酒造株式会社（ちよのひかりしゅぞう）は、新潟県妙高市にある1860年（万延元年）創業の酒蔵。銘柄は「千代の光（ちよのひかり）」。火打山を水源とする地下水を仕込み水に使っている。
千代の光酒造の酒造りの特徴として、昔ながらの甑の米置き・抜掛けという手法を採っていることが挙げられる。昔は火力が弱く、蒸気が回りきらずに蒸し残しがあったためだが、現在ではボイラーで自在に蒸気が作れるにもかかわらず、より丁寧なこの方法を採用している。
2020年（令和2年）公開の映画『瞽女GOZE』とタイアップした限定酒特別純米「瞽女」を8月26日に発売した。モデルとなった小林ハルの瞽女名がチヨノなのも縁がある。